# Asociación Neerlandesa de Productores e Importadores de Portadores de Imagen y Sonido
Asociación Neerlandesa de Productores e Importadores de Portadores de Imagen y Sonido (en neerlandés: 
Nederlandse Vereniging van Producenten en Importeurs van beeld- en geluidsdragers o NVPI) es una asociación neerlandesa de entretenimiento que representa a la mayor parte de las compañías disqueras, videos y distribuidores de software de videojuegos.

## Historia
En 1973, NVPI funge como representante de las compañías discográficas en los Países Bajos. Una década más tarde, en 1983, los distribuidores de videos de entretenimiento fueron incluidos en la asociación, mientras que en 1996 los videojuegos. Cada división tiene su propia junta y NVPI representa tanto a los principales productores independientes y pequeños. Esto es: el 85 % de las compañías disqueras, el 80 % de las empresas de videos de entretenimiento y el 50 % de los videojuegos.
NVPI es miembro de la IFPI (en español: Federación Internacional de la Industria Fonográfica), de FIV (en español: Federación Internacional de Video) y la ISFE (Interactive Software Federación de Europa).

## Certificaciones
NVPI certifica álbumes, videos, sencillos, además de videojuegos y DVDs de música y cine. Hasta 2013, el requisito de las certificaciones eran:
Música:
- Oro:

Sencillos: 40 000 copias

Álbum popular (música de Holanda): 25 000 copias

Álbum clásico/jazz: 15 000 copias

- Platino:

Sencillos: 60 000 copias

Álbum popular (música de Holanda): 60 000 copias

Álbum clásico/jazz: 25 000 copias
Video:
- Venta de videos:

Oro: 50 000 copias

Platino: 100 000 copias

- DVD sobre música:

Oro: 40 000 copias

Platino: 80 000 copias

Juegos:
- Videojuegos:

Oro: 40 000 copias

Platino: 80 000 copias

- No juegos:

Oro: 7 000 copias

Platino: 15 000 copias

## Listas de popularidad
NVPI trabaja con dos organizaciones de listas de popularidad (charts) en Holanda: Dutch Top 40 y MegaCharts.